# Matt Siddall
Matthew Lewis Siddall (North Vancouver, 26 settembre 1984) è un ex hockeista su ghiaccio e allenatore di hockey su ghiaccio canadese.

## Carriera
Matt Siddall crebbe giocando in alcune formazioni della lega giovanile BCHL fino al 2004, anno in cui si iscrisse alla Northern Michigan University. Quell'anno fu scelto al Draft NHL dagli Atlanta Thrashers al nono giro. Con i Wildcats giocò nella CCHA, conference appartenente alla NCAA. In quattro stagioni a livello universitario Siddall fu autore di 76 punti in 147 incontri disputati.
Nel 2008 Siddall diventò un giocatore professionista ed entrò a far parte dell'organizzazione dei Thrashers. Nella stagione 2008-09 giocò 20 partite in American Hockey League con i Chicago Wolves, per poi essere mandato in ECHL presso i Gwinnett Gladiators. Nel febbraio del 2010 cambiò squadra passando ai Victoria Salmon Kings, altra formazione legata ai Thrashers. In totale Siddall giocò tre stagioni nella ECHL totalizzando 136 punti in 177 apparizioni.
Nella stagione 2011-12 Siddall si trasferì in Europa, nella Elite Ice Hockey League inglese, andando a vestire la maglia dei Fife Flyers, squadra di cui fu anche vice allenatore. Nel mese di gennaio del 2012 si trasferì al Medveščak Zagabria, formazione croata appartenente al campionato austriaco della EBEL.
Nella stagione 2012-13 Siddal si trasferì nella Serie A italiana, ingaggiato dal Cortina. Il 6 gennaio 2013 si infortunò al polso e in seguito a un'operazione chirurgica dovette saltare il resto della stagione. Nell'estate di quell'anno Siddall cambiò squadra e passò al Ritten Sport, vincendo con gli altoatesini la Coppa Italia e la Elite.A.
Nel maggio del 2014 fece ritorno nella EBEL vestendo la maglia dell'HC Innsbruck.

## Palmarès

### Club
- Campionato italiano: 1

Renon: 2013-2014
- Coppa Italia: 1

Renon: 2013-2014